# 新雅紫菀
新雅紫菀（学名：Aster neoelegans）为菊科紫菀属下的一个种。

## 扩展阅读
- 維基物種上的相關：新雅紫菀